# Frederik Draiby
Frederik Marius Draiby (28 de abril de 1877 — 16 de abril de 1966) foi um arquiteto dinamarquês conhecido como o primeiro engenheiro civil da cidade de Aarhus que contribuiu e projetou vários edifícios famosos na Dinamarca.

## Obras

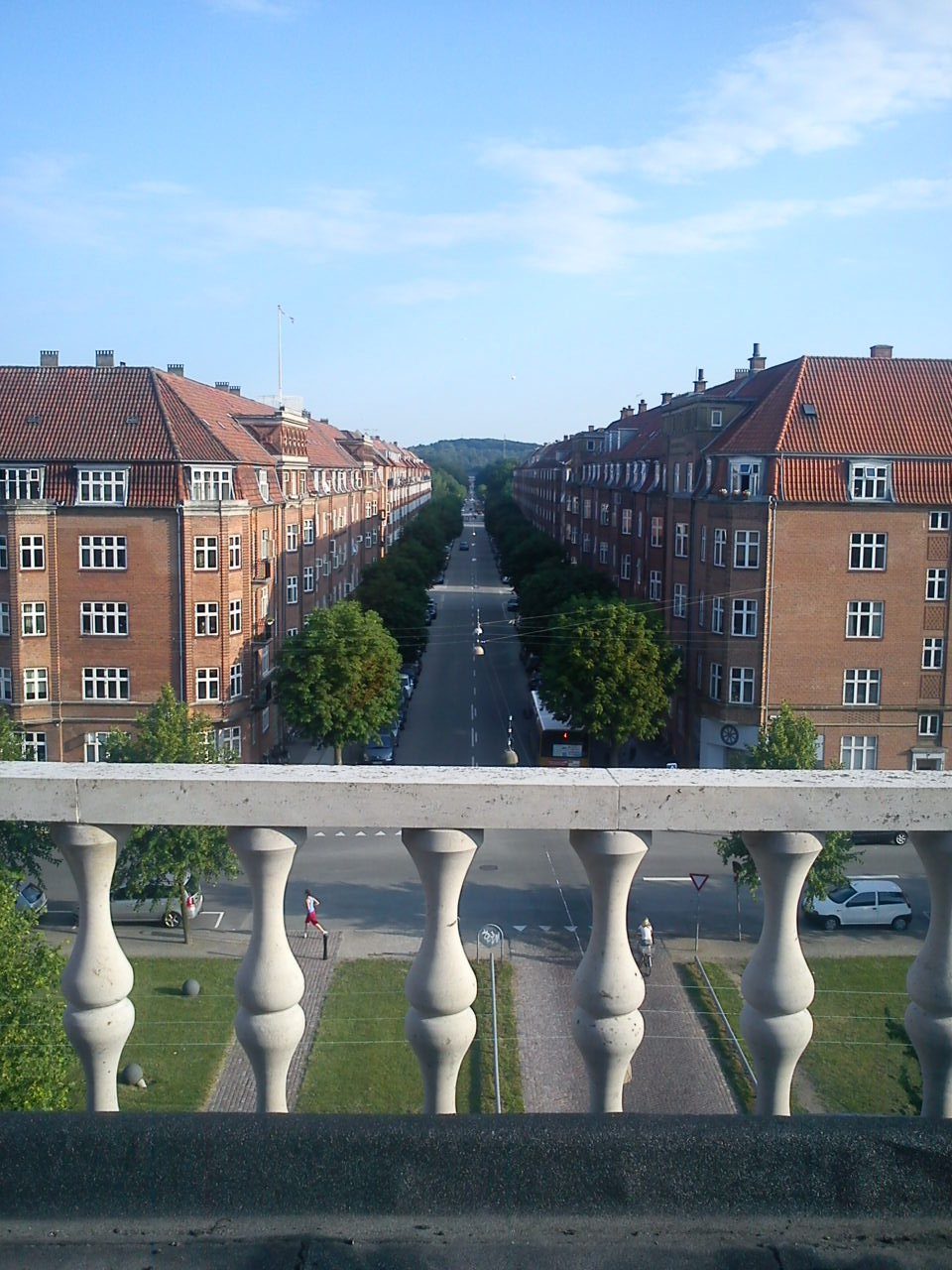
Planejamento da cidade (Stadion Allé, cerca de 1920)
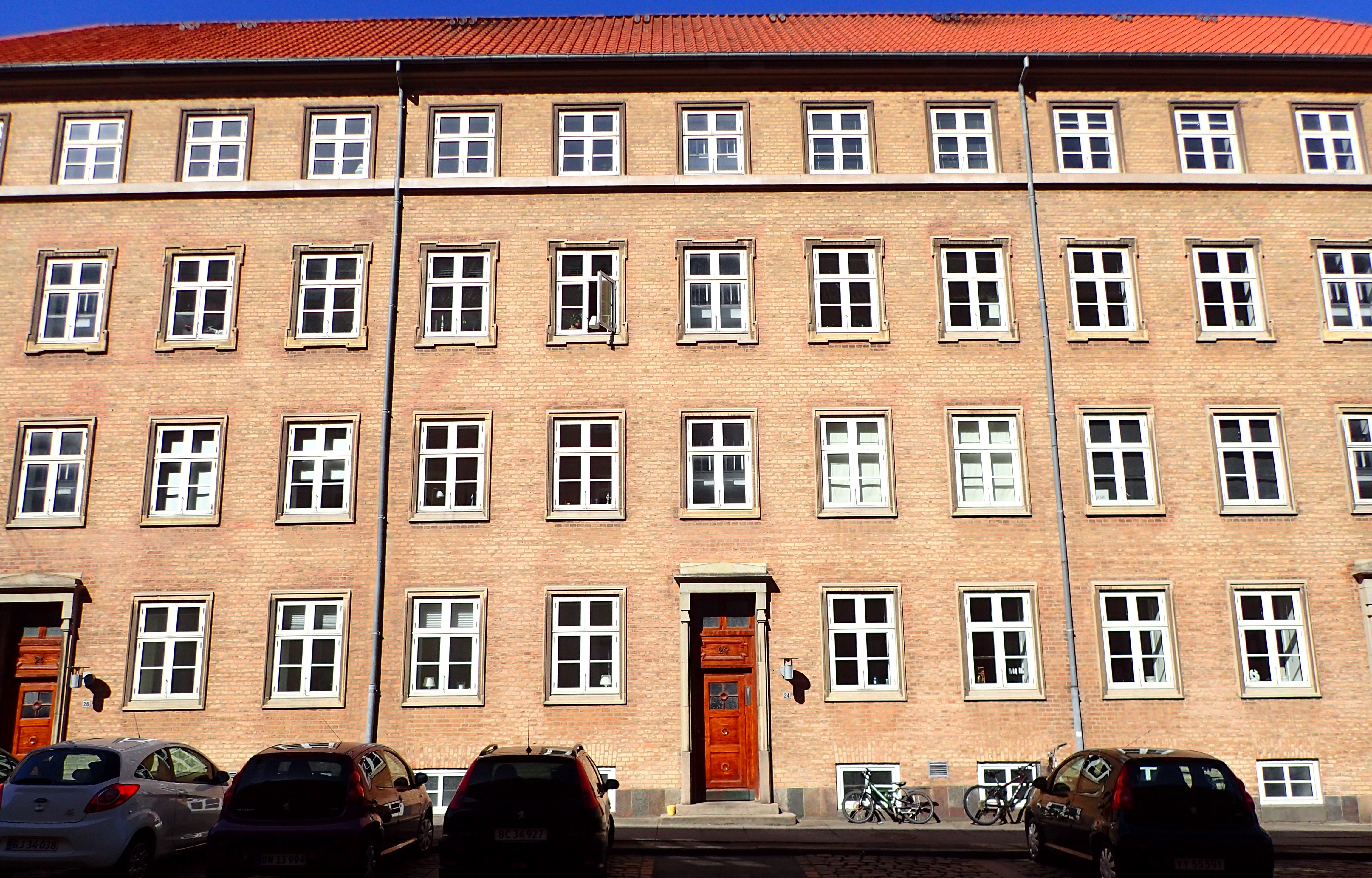
Frederiksbjerg-bo (1926, Trepkasgade)
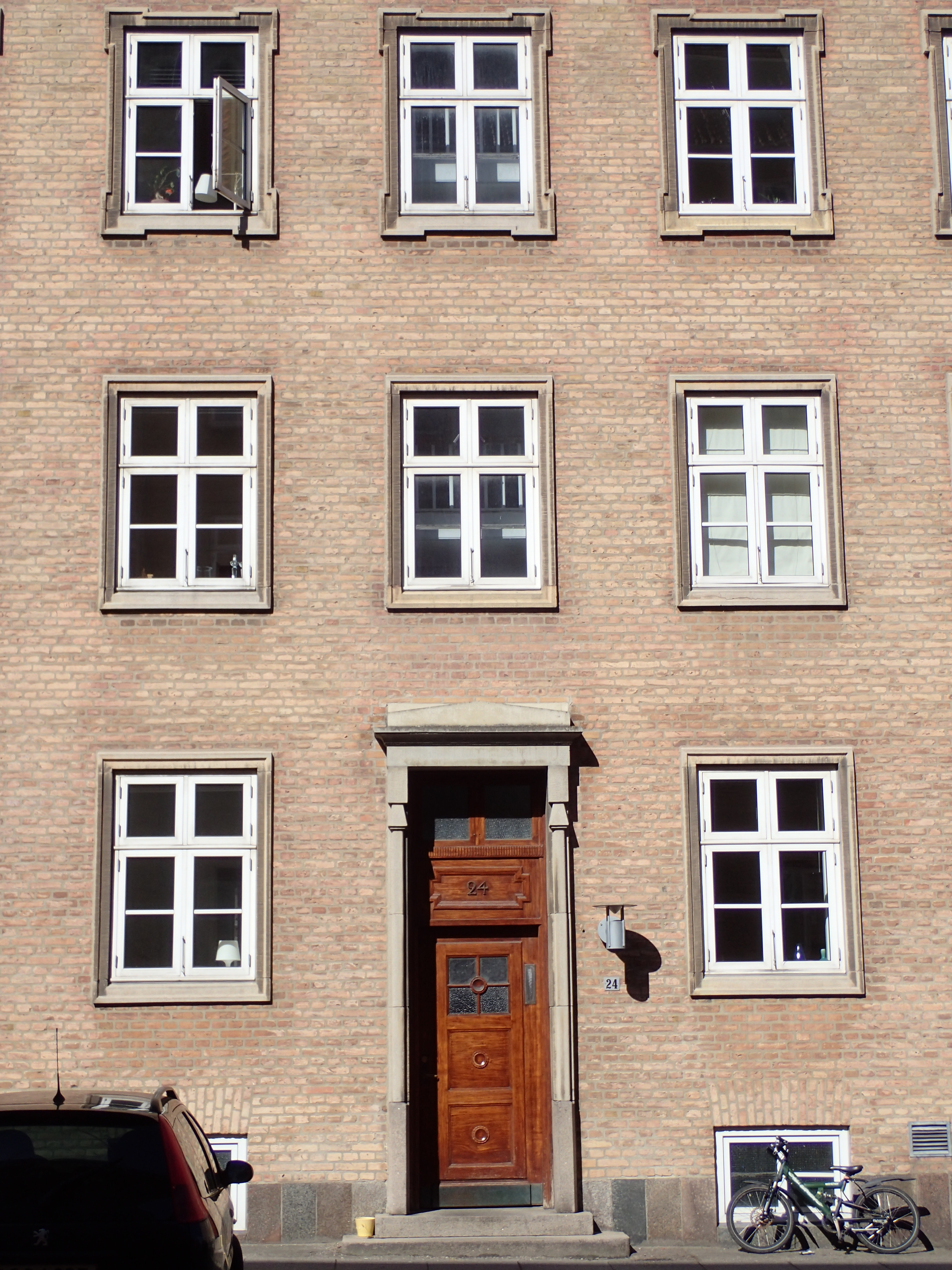
Frederiksbjerg-bo (detalhe)
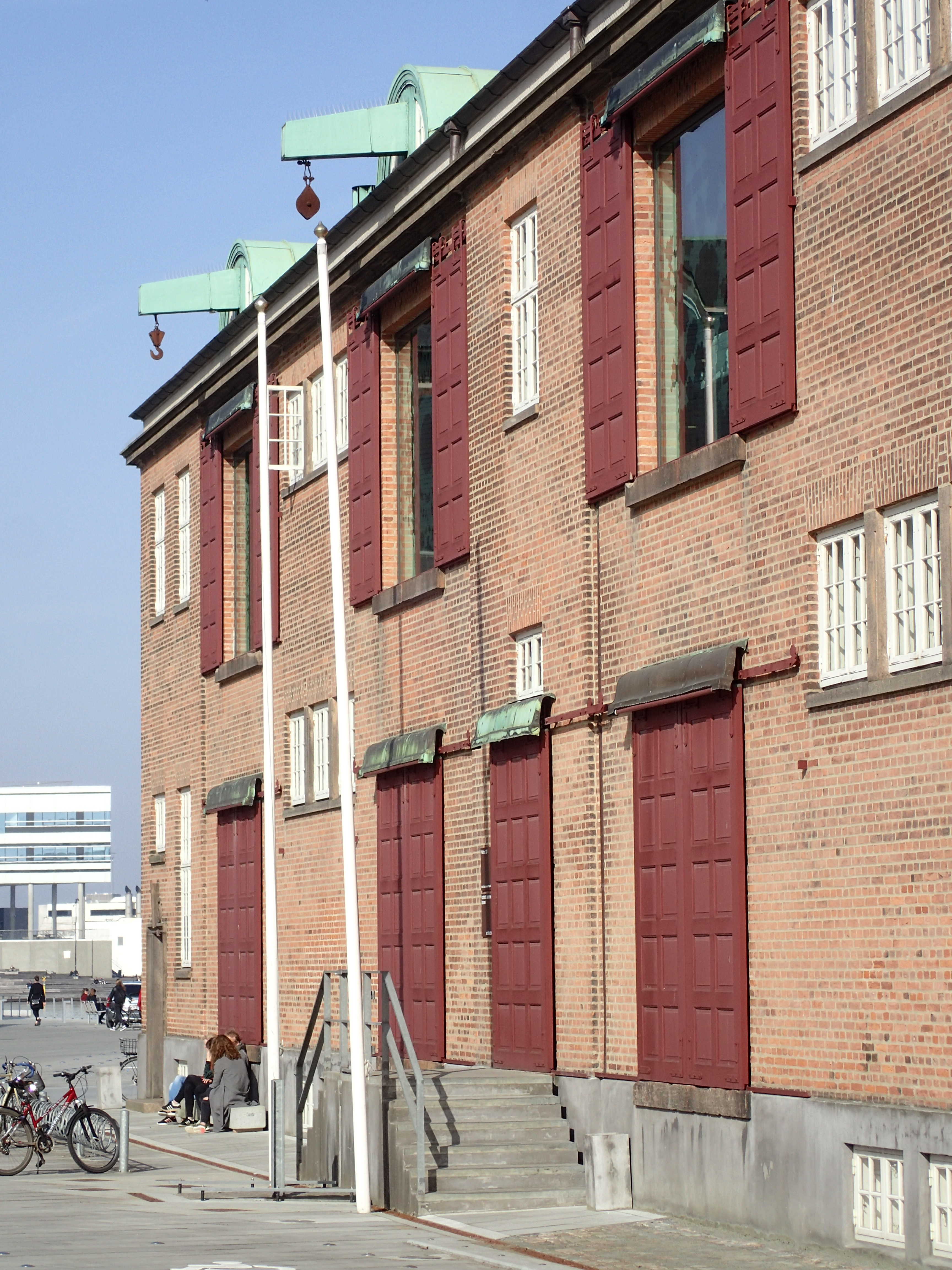
Pakhus 13 (1926)
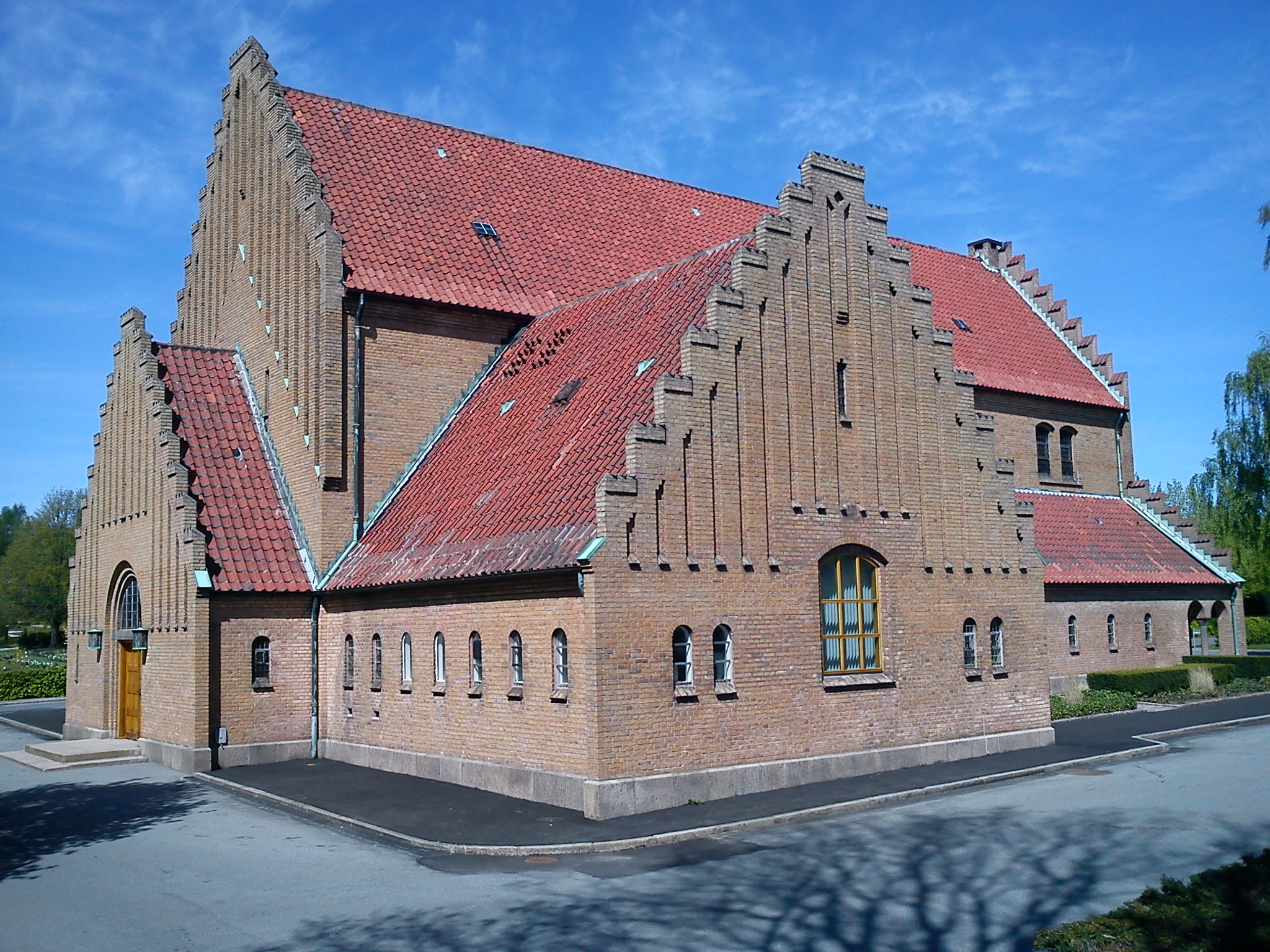
Grande Capela (1927)